# Roxheim
Roxheim là một đô thị thuộc huyện Bad Kreuznach trong bang Rheinland-Pfalz, phía tây nước Đức. Đô thị Roxheim có diện tích 5,94 km², dân số thời điểm ngày 31 tháng 12 năm 2006 là 2402 người.

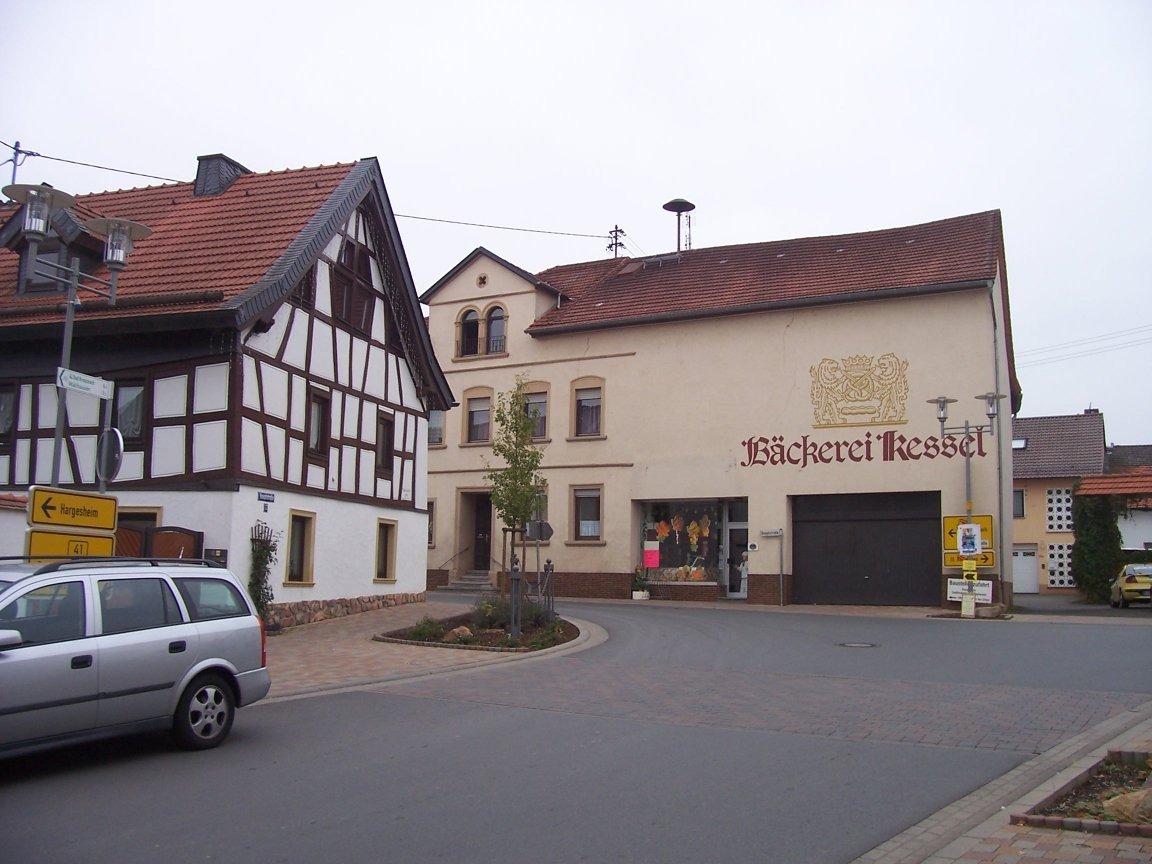
Hauptstraße

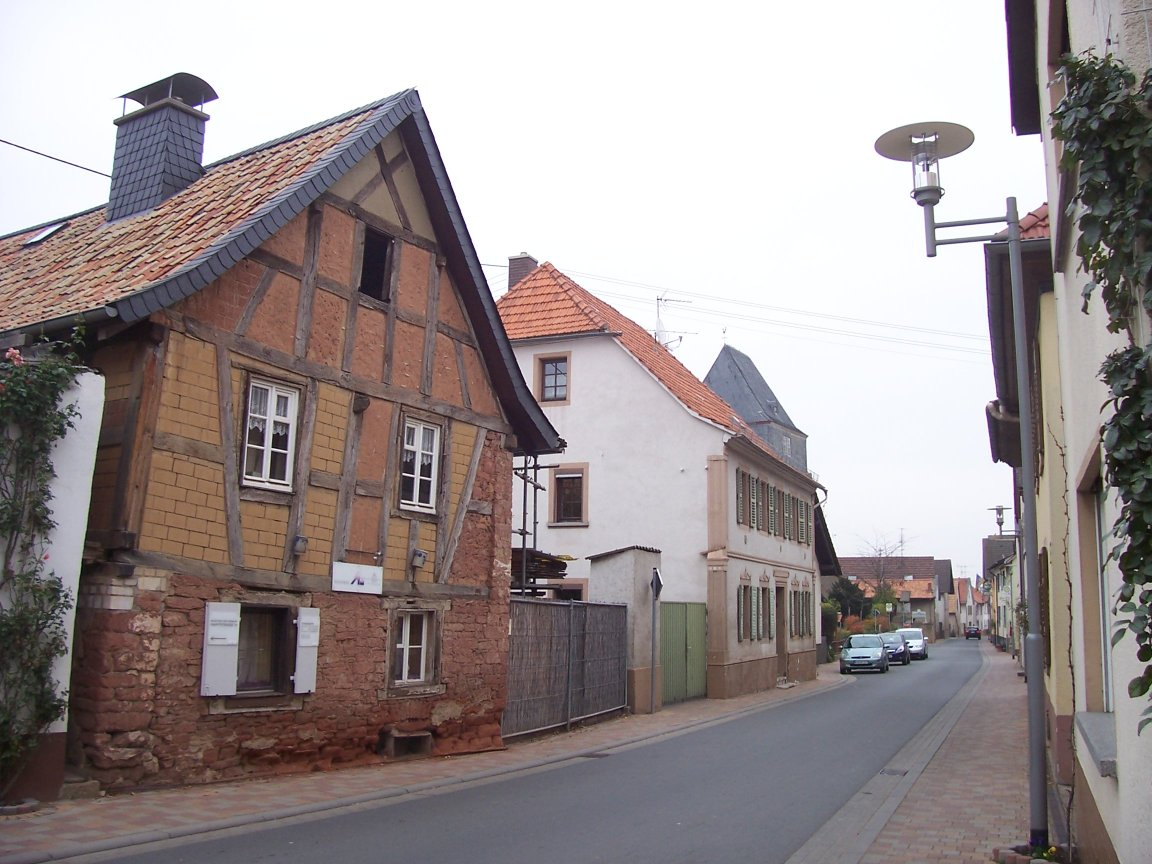
Hauptstraße